# Rathaus Dorp
Das Rathaus Dorp ist das ehemalige Rathaus der einstmals selbstständigen Stadt Dorp, die heute ein Stadtteil von Solingen ist. Das denkmalgeschützte Neorenaissance-Gebäude wurde von 1884 bis 1885 errichtet. Nachdem die Stadt Dorp 1889 in die Stadt Solingen eingemeindet worden war, war das Dorper Rathaus vom 1. April 1893 bis zum 1. Dezember 1918 Sitz des Bezirkskommandos der preußischen Landwehr. Seit 1922 ist es ein Verwaltungsgebäude der benachbarten Firma Richard Abr. Herder (RAHSOL).

## Vorgeschichte
Im napoleonischen Großherzogtum Berg wurde 1808 die Mairie Dorp gebildet. Maire (Bürgermeister) war von 1808 bis 1812 ein Onkel des Solinger Schneidwarenfabrikanten Peter Knecht, Gerhard Daniel Knecht zu Schlicken, der sein Büro in seinem Wohnhaus hatte. Ab Januar 1813 war das Büro im Haus seines Nachfolgers Karl Klönne im I. Feld (heute Klingenstraße). Am 13. April 1814, während des Generalgouvernements Berg, verfügte der Generalgouverneur Gruner den Zusammenschluss der Bürgermeistereien Solingen, Dorp und Höhscheid, dem der Solinger Bürgermeister Grah vorstand. Noch im Laufe des Jahres 1814 wurde Dorp wieder selbständig. Sein Bürgermeister Karl Klönne wurde ab Ende 1817 in Personalunion auch Solinger Bürgermeister.:273ff. Als Karl Klönne nach Arbeiterprotesten gegen das Trucksystem in Dorp, die sich auf Solingen ausdehnten, Anfang März 1835 suspendiert wurde, übernahm seine beiden Posten der bisherige Leichlinger Bürgermeister Peter Müller.:348 Als Peter Müller Mitte 1843 aus seinen Ämtern schied, endete die langjährige Personalunion.
1844 wurde ein Teil der Dorper Schule als Bürgermeisterbüro gemietet. Nach einer Reihe weiterer Standorte befand sich das Büro ab 1853 zur Miete in einem Haus im 1. Feld. Zum Ende der Amtszeit des langjährigen Bürgermeisters Robert Stosberg konnte 1879 keine Einigung mit dem Vermieter über die weitere Anmietung erzielt werden. In die Diskussionen der Stadtverordneten über einen Rathausneubau brachte der Bierbrauer Carl Beckmann den Vorschlag ein, dass er ein Haus bauen lassen würde und dieses der Stadt Dorp für 750 Mark jährlich als Rathaus vermieten könnte. Im Oktober 1879 wurde der Vertrag geschlossen, der die Anmietung für zunächst vier Jahre vorsah mit der Option, das Haus 1884 für 6.000 Mark zu kaufen. An der Schützenstraße 39 neben der Brauerei Beckmann wurde ein zweistöckiges Fachwerkhaus mit Schieferverkleidung errichtet. Im Erdgeschoss befanden sich die Büros, die Stadtkasse und der Sitzungssaal, während die Bürgermeisterwohnung im Obergeschoss untergebracht wurde. 1880 konnte der neue Bürgermeister Ludwig Baecker das Rathaus beziehen. Beckmann machte ab 1880 mehrere Kaufangebote an die Stadt, die alle abgelehnt wurden, da sich das Haus als zu klein erwies.:40

## Bau des Rathauses
Am 11. Oktober 1883 beschlossen die Stadtverordneten, ein eigenes Rathaus zu bauen. Dafür wurde eine neue Straße geplant, die Rathausstraße. Dort kaufte die Stadt Dorp von der Firma Küllenberg, Schmitz & Co. ein Grundstück. Die Baupläne erstellte der Ohligser Stadtbaumeister Otto Franz, der schon der Architekt für das Gräfrather Rathauses von 1881 war. Mit dem Beschluss vom 20. März 1884 bekam Otto Franz auch die Bauleitung, während der Bauunternehmer Friedrich Felder aus Hilden mit dem Bau beauftragt wurde. Der Grundstein wurde am 23. Mai 1884 gelegt. Am 1. September 1885 bezog Bürgermeister Baecker mit seiner Familie seine neue Dienstwohnung. Am nächsten Tag startete ein Festzug am alten Rathaus zur Einweihung des neuen Rathauses.:40f.

## Architektur und Bauschmuck
Auf 359,27 m² Grundfläche bei einer Frontlänge von 24,58 m und einer Tiefe von 14,16 m entstand ein zweigeschossiges Gebäude mit einem Mezzanin im Dachbereich. Errichtet mit Ziegelmauerwerk wurden im Innern des Hauses Fachwerkwände eingezogen. Neben 23 Räumen gab es einen Trockenboden und eine volle Unterkellerung. Der Neorenaissance-Stil war eine Vorgabe der preußischen Oberbaudeputation in Berlin für alle öffentlichen Bauten zu dieser Zeit. An der Straßenfassade wurden die beiden Seitenrisalite mit Dreiecksgiebeln abgeschlossen. Der Mittelrisalit mit dem Haupteingang bekam ein weiteres Geschoss mit einem Schmuckgiebel. Der Mittelrisalit hob sich auch durch den verwendeten Rundbogenstil in der Gestaltung der Fenster und des Haupteingangs ab. Außerdem hatte er einen Fries unter dem Dachgesims, in dem sich mittig die Rathausuhr befand. Auch die beiden Seitenfassaden hatten jeweils mittig einen Risalit über zwei Geschosse, der unterhalb des Dachgesimses mit einem Dreiecksgiebel abschloss.:41f.

## Nutzung nach der Eingemeindung

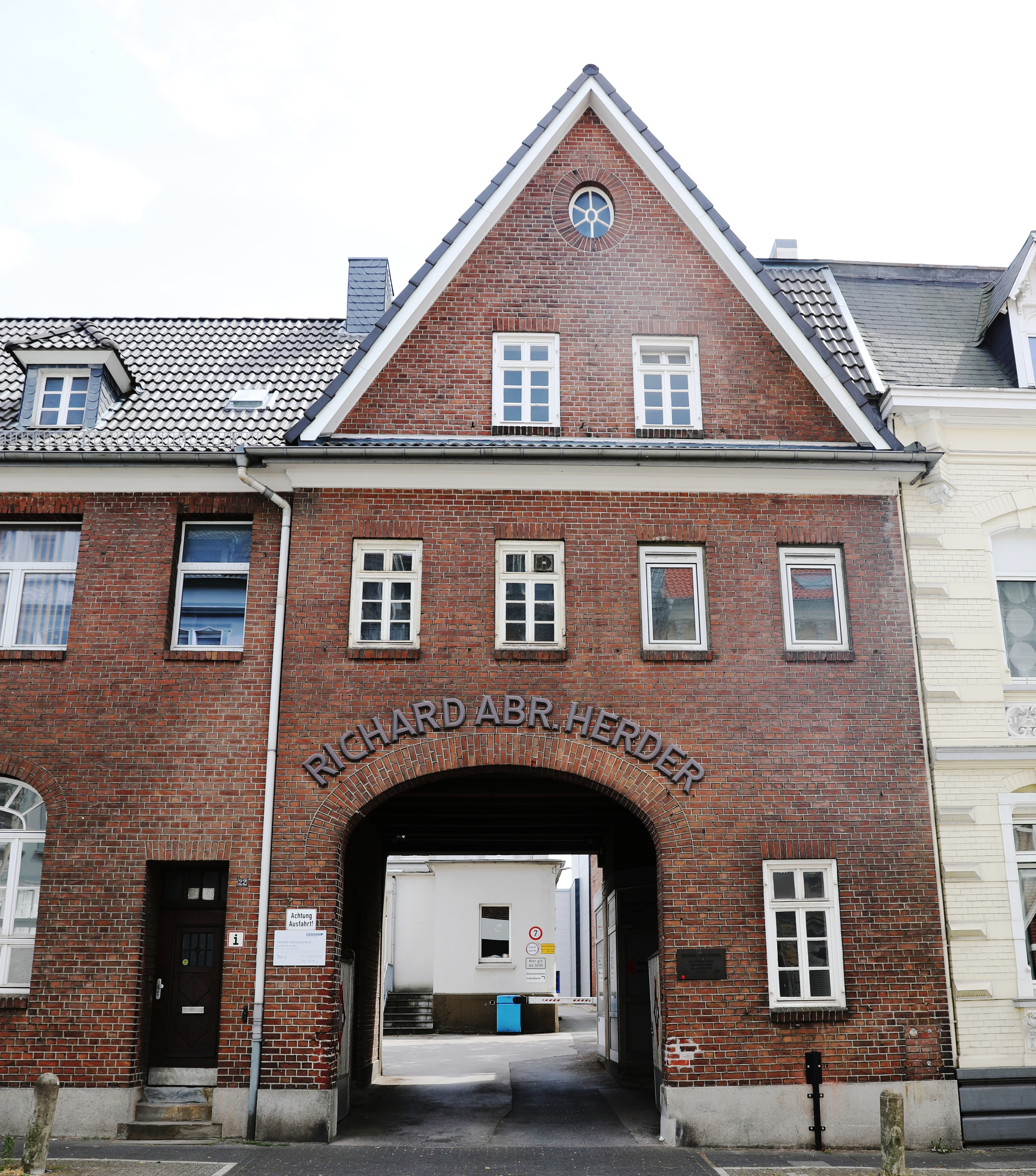
Nebengebäude mit Firmenschriftzug Richard Abr. Herder

Nach wenigen Jahren im neuen Rathaus stimmten die Dorper Stadtverordneten in geheimer Abstimmung für die Vereinigung mit Solingen. Am 1. Januar 1889 wurde die Eingemeindung in die Nachbarstadt vollzogen. Der ehemalige Dorper Bürgermeister Baecker wohnte weiter in seiner alten Dienstwohnung. Andere Räume wurden an Privatleute vermietet. Dies führte 1890 zu Beschwerden von Geschäftsleuten an der Rathausstraße bei der Stadt Solingen. Diese waren der Aufforderung der Stadt Dorp im Jahr 1884 gefolgt, an der neuen Straße mit dem Rathaus Geschäfte und Gaststätten zu errichten, um das Gebiet als neues Dorper Stadtzentrum zu beleben. Auch der Regierungspräsident in Düsseldorf sah sich genötigt darauf hinzuweisen, dass die weitere Nutzung des Rathauses durch Behörden eine Grundlage der Städtevereinigung gewesen sei. Nachdem der Alt-Bürgermeister Baecker ausgezogen war, vermietete die Stadt den größten Teil der Räume ab November 1890 an die Justizbehörde. Am 1. April 1893 wurde das Gebäude der Sitz des Bezirkskommandos der preußischen Landwehr, das vorher im ehemaligen Kloster Gräfrath untergebracht war. Das Bezirkskommando befand sich nun in der Nähe des 1890 eröffneten Bahnhofs Solingen Süd an der Korkenzieherbahn, von wo 1893 die Arbeiten an der Bahnstrecke zur 1897 eröffneten Müngstener Brücke starteten. Das Bezirkskommando wurde nach dem Ende des Ersten Weltkriegs am 1. Dezember 1918 aufgelöst.:42
Die Stadt Solingen verkaufte das Rathaus 1922 an die benachbarte Firma Richard Abr. Herder (RAHSOL). Das 1884 gegründete Schneidwarenunternehmen führte das Rathaus schon davor in seinem Briefkopf. 1922 errichtete RAHSOL nach Plänen des Düsseldorfer Architekten Hermann vom Endt anschließend an die hintere rechte Gebäudeecke des Rathauses einen Neubau. 1923 wurde der Haupteingang zum Rathaus auf die rechte Hausseite verlegt und am Mittelrisalit der Straßenfront auch das Dachgeschoss mit dem Schmuckgiebel beseitigt. Nach weiteren Umbauten im Inneren wird es seitdem als Verwaltungsgebäude des Unternehmens genutzt, das seit 1972 zur Remscheider Gedore-Gruppe gehört. Am 10. Juli 1992 wurde das ehemalige Rathaus unter Denkmalschutz gestellt. Seitdem erfolgten vielfältige Restaurierungsarbeiten am und im Gebäude. 2007 wurde die Fassade grundlegend renoviert.:42f.
Der dem Rathaus gegenüberliegende Platz, erst Marktplatz, dann Park, wurde zum Parkplatz.